# Captum
Captum (укр. «Полон») — драматичний фільм 2015 року знятий Анатолієм Матешком..
Фестивальна прем'єра стрічки відбулась 12 липня 2015 року на Одеському міжнародному кінофестивалі. Фільм вийшов в омбежений український прокат 4 лютого 2016 року.

## Сюжет
Події відбуваються в зоні бойових дій, яка не має ані географічних назв, ані прив'язок до подій. 12 полонених і двох охоронців, які з фізичного знищення полонених влаштовують гру зі ставками. Події відбуваються протягом однієї доби, доби між життям і смертю. За сюжетом, жінка їде визволяти свого сина з полону абстрактних людей у цивільному. Вона й сама потрапляє в полон, з якого неможливо вирватися. Разом із нею інший герой стрічки — терорист-охоронець — намагається знайти свого полоненого сина.

## У ролях
- Лариса Руснак — Ляля; мати полоненого сина, що потрапляє в полон
- Володимир Горянський — терорист, який тримає людей у полоні
- Остап Ступка — журналіст, що потрапив у полон
- Дмитро Суржиков — місцевий водій, що потрапляє в полон
- Істан Розумний — американський музикант

## Виробництво

### Розробка
Captum було знято за власні кошти продюсера Антона Сладкевича. За словами Анастасії Матешко, сценарій переписувався вісім разів. Через те, що 70 % дії стрічки відбувається в замкненому приміщенні і тому, що продюсери не могли собі дозволити тривалу оренду техніки, додаткові витрати на піротехніку тощо, всі сцени фільму були відрепетирувані вдома у продюсера Олександра Ітигілова.

### Зйомки
Зйомки зайняли сім днів і проходили поблизу Броварів Київської області. За словами продюсера Олександра Ітигілова, знімання фільму було максимально наближене до бойових умов — «актори реально відчували і холод, і голод, і навіть біль в деяких сценах». За словами творців фільму, фільм було знято як чорно-білу стрічку з міркувань естетики.

## Реліз
У травні 2015 року фільм було представлено на Каннського кіноринку; під-час перегляду одному із іноземних дистриб'юторів стало недобре і він покинув зал.
Спочатку планувалося, що в український широкий прокат Captum вийде 15 жовтня 2015 року, але пізніше прокат було перенесено на 4 лютого 2016 року. Фільм вийшов у 23 містах України на 30 екранах. Відповідно до даних українського прокатника стрічки, B&H, Captum вийшов мовою оригіналу, російською, та без українських субтитрів.
У свій перший тиждень прокату стрічка не змогла увійти у топ десятку бокс-офісу України.

## Відгуки кінокритиків
Фільм отримав переважно негативні відгуки від українських кінокритиків. Засновник українського кіноклубу в Нью-Йорку та кінокритик Юрій Шевчук у своїй рецензії для «Телекритики» основними недоліками стрічки назвав її російськомовність, слабкий сценарій та надмірну претензійність, а також акцентував на «порнографії тортур» (наприклад, жінка з розірваним ротом, наполовину обгорілий чоловік, який здатен з такими ушкодженнями розмовляти й витримувати обійми тощо). Олена Рубашевська з видання «КіноУкраїна» назвала фільм антиукраїнським та порівняла його з фільмами-кінопробами студентів-початківців, а Олександр Гусєв у своїй рецензії для «Української правди» заявив, що фільм залишає враження недолугої істерики, яку намагаються видати за успадкування жанрових традицій плачу античних трагедій.
Одним з небагатьох позитивних відгуків про фільм стала рецензія Ліліанни Фесенко у газеті «Культура і життя», яка назвала фільм справжнім нуаром із життя підневільних людей, а також відзначила акторську гру Лариси Руснак.
Загалом, згідно з опитанням видання «Бюро української кіножурналістики» українських кінокритиків щодо підсумків кінороку в Україні, вони назвали стрічку «Captum» однією із найгірших стрічок 2015 року. Також у 2015 згадуючи прокат фільмів знятих в Україні, тодішній директор київського кінотеатру Жовтень Людмила Горделадзе сказала що для її кінотеатру фільм Captum став найпровальнішим фільмом знятим в Україні за всю історію кінотеатру: на прем'єру цього фільму в кінотеатрі Жовтень не було продано жодного квитка.

## Нагороди і номінації
У липні стрічка була представлена на Одеському міжнародному кінофестивалі. Власник дистриб'юторської компанії B&H Film Distribution Богдан Батрух висловив сподівання, що прокат Captum охопить не меншу кількість кінотеатрів, ніж «Поводир» Олеся Саніна, 120—130 кінотеатрів.
Фільм було також представлено 4 листопада 2015 в позаконкурсній програмі «Spectrum» німецького кінофестивалю Film Festival Cottbus, а 15 листопада 2015 року фільм було показано у рамках міжнародної конкурсної програми повнометражних фільмів індійського кінофестивалю All Lights India International Film Festival.
| Нагороди та номінації фільму Captum | Нагороди та номінації фільму Captum          | Нагороди та номінації фільму Captum    | Нагороди та номінації фільму Captum | Нагороди та номінації фільму Captum | Нагороди та номінації фільму Captum |
| Рік                                 | Нагорода                                     | Категорія                              | Номінант                            | Результат                           | Джерело                             |
| ----------------------------------- | -------------------------------------------- | -------------------------------------- | ----------------------------------- | ----------------------------------- | ----------------------------------- |
| 2015                                | Одеський міжнародний кінофестиваль           | Найкращий фільм (Міжнародний конкурс)  | Captum                              | Номінація                           | [ 21 ]                              |
| 2015                                | Одеський міжнародний кінофестиваль           | Найкращий фільм (Національний конкурс) | Captum                              | Номінація                           | [ 21 ]                              |
| 2015                                | All Lights India International Film Festival | Найкращий фільм (Міжнародний конкурс)  | Captum                              | Номінація                           | [ 19 ]                              |

## Книга за фільмом
За сюжетом фільму Captum письменниця і сценаристка Марія Сидорчук написала книжку «Полон». У книжці, окрім подій, показаних у фільмі, є історії героїв стрічки до війни, більше діалогів і думок кожного з учасників історії, глибше розкрито характери героїв. Видання, вийшло у 2016 році у видавництві «Кальварія» у кінопалітурці. Перша презентація книги відбулася в рамках 23-го Форуму видавців у Львові.